# 孔雀座υ
孔雀座υ，又名CP-67 3754，HD 196519、SAO 254854、HR 7881，是孔雀座的一颗恒星，视星等为5.15，位于銀經328.39，銀緯-35.58，其B1900.0坐标为赤經20h 32m 46.7s，赤緯-67° -35.58′ 47″。